# USS Philippine Sea (CG-58)
USS Philippine Sea (CG-58) je raketový křižník Námořnictva Spojených států třídy Ticonderoga. Je pojmenován po bitvě ve Filipínském moři z druhé světové války a je druhou lodí tohoto jména v americkém námořnictvu. USS Philippine Sea (CG-58) byla první americkou lodí, které vystřelila své rakety proti iráckým jednotkám během války v Perském zálivu z roku 1991. Od roku 2001 se také zúčastnila vícero akcí během operace Trvalá svoboda.

## Služba

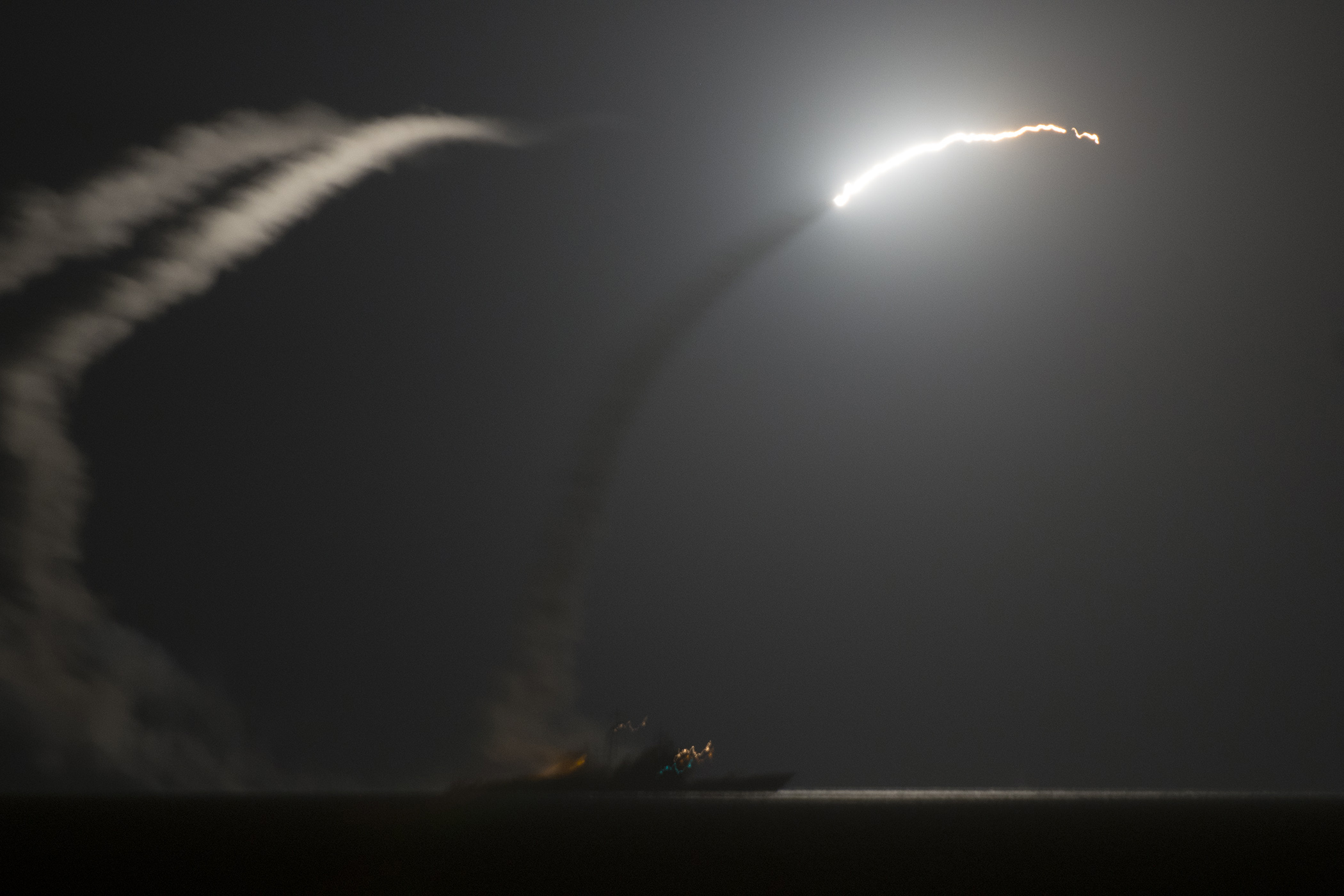
USS Philippine Sea při odpalu střely s plochou dráhou letu Tomahawk

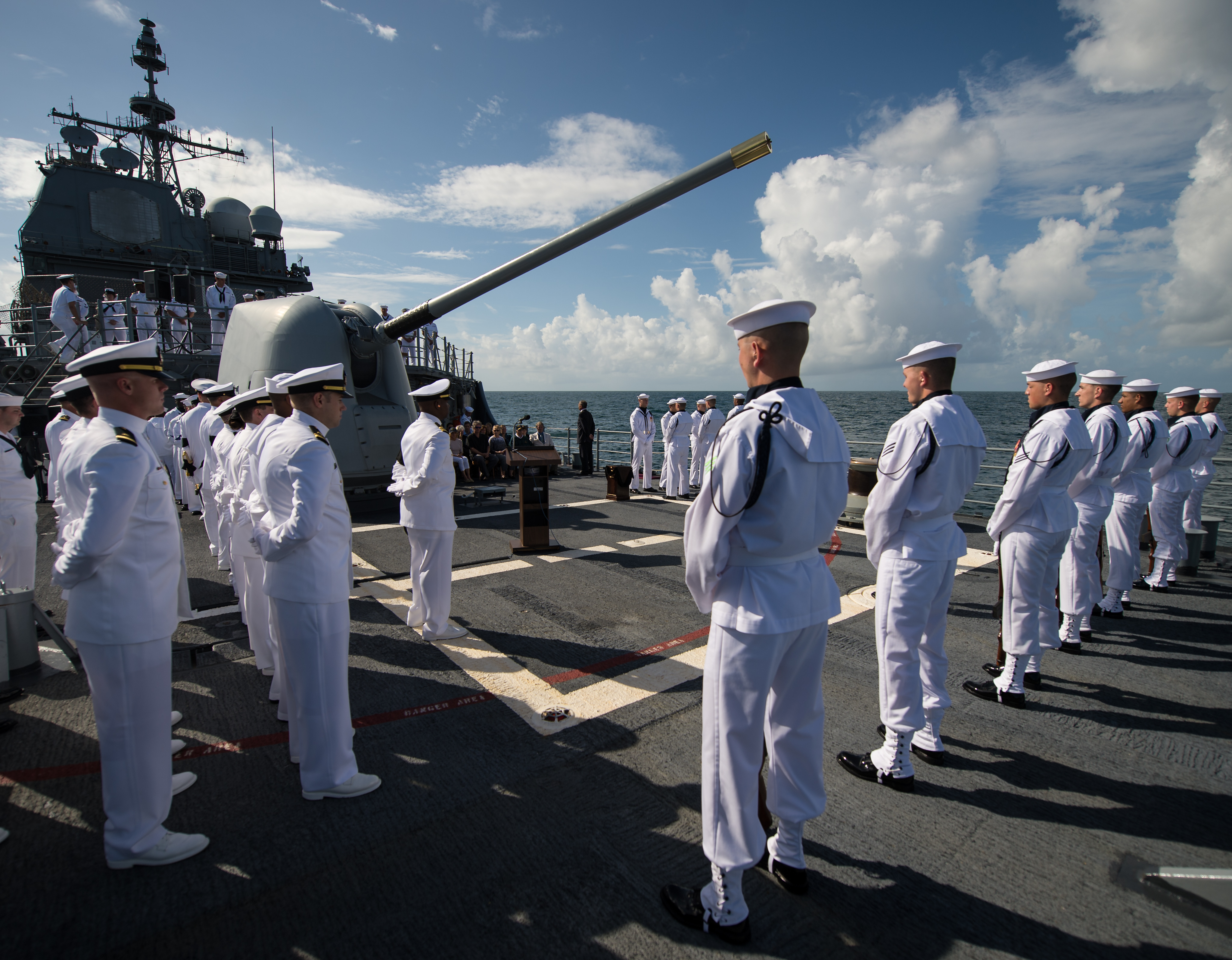
Pohřeb Neila Armstonga do moře

K roku 2003 sloužila loď u 12. skupiny křižníků-torpédoborců v Atlantském oceánu.
V září 2007 se zúčastnila cvičení Expeditionary Strike Group Integration spolu s USS Nassau (LHA-4) a v prosinci téhož roku 17denního cvičení Composite Unit Training Exercise. V roce 2010 loď neprošla inspekcí Board of Inspection and Survey (INSURV). Dne 7. května 2011 opustila přístav Mayport, aby podstoupila naplánované zámořské nasazení v oblasti působnosti 5. a 6. amerického loďstva. Dne 3. června 2011 navštívila německý přístav Kiel, aby se podílela na vícenárodnostním cvičení Baltic Operations 2011 (BALTOPS-2011), kterého se účastnili mimo amerických lodí také lodě ruské, dánské, polské a francouzské. Cvičení skončilo 21. června. Dne 1. července 2011 proplula Philippine Sea Suezským průplavem a 6. července zachránila 26 filipínských námořníků ze supertankeru Brilliante Virtuoso, vlastněného Marshallovými ostrovy a plujícího pod vlajkou Libérie jihovýchodně od jemenského přístavu Adenu poté, co byl tento zapálen útokem pirátů používajících RPG.
Dne 14. září 2012 byly z její paluby rozprášeny pozůstatky amerického astronauta Neila Armstronga do Atlantského oceánu.